# Habitatge al carrer de les Capelles, 31 (Tremp)
L'Habitatge al carrer de les Capelles, 31 és un edifici de Tremp (Pallars Jussà) protegit com a Bé Cultural d'Interès Local.

## Descripció
Es tracta d'un edifici entre mitgeres situat al carrer Capelles. L'edifici consta d'una construcció de tres alçades, planta baixa i dos pisos. Destaca el programa decoratiu emplaçat en els guardapols i a l'emmarcament de les obertures que sembla haver-se aplicat posteriorment a la construcció de l'habitatge, que respon a unes línies més populars i sòbries.
Els guardapols coronen les obertures i es troben decorats amb relleus d'elements florals i màndorles que encerclen figures humanes i zoomòrfiques. Els límits de la façana apareixen definits per franges verticals de carreus esgrafiats sobre el revestiment.